# Jean Dika-Dika
Jean Dika-Dika (4 de junho de 1979) é um ex-futebolista profissional camaronês, que atuava como defensor. 

## Seleção
Bernard Tchoutang ele foi campeão do Campeonato Africano das Nações de 2002 pela seleção de seu país.

## Títulos
Camarões
- Copa das Nações Africanas: 2002